# عزبة يوسف كمال
قرية عزبة يوسف كمال هي إحدى القرى التابعة لمركز شبراخيت في محافظة البحيرة في جمهورية مصر العربية. حسب إحصاءات سنة 2006، بلغ إجمالي السكان في عزبة يوسف كمال 2239 نسمة، منهم 1120 رجل و1119 امرأة.